# Crawling Back to You
"Crawling Back to You" foi o quarto single do álbum Never Gone de Backstreet Boys, lançado em outubro de 2005 somente nos Estados Unidos, nos outros países o single lançado foi "I Still...". É uma balada com uma letra que fala de orgulho ferido e de sentimentos quebrados. Esse single alcançou a 30ª posição na Billboard na categoria "Adult Contemporary" e a 50ª posição no "Top 100 Pop Music".

## Lista de faixas
1. "Crawling Back to You" - 3:45
2. "Weird World" - 4:15